# Encyclia kienastii
Encyclia kienastii är en orkidéart som först beskrevs av Heinrich Gustav Reichenbach, och fick sitt nu gällande namn av Robert Louis Dressler och Glenn E. Pollard. Encyclia kienastii ingår i släktet Encyclia och familjen orkidéer. Inga underarter finns listade i Catalogue of Life.